# Fissidens lateralioides
Fissidens lateralioides är en bladmossart som beskrevs av S. Okamura 1916. Fissidens lateralioides ingår i släktet fickmossor, och familjen Fissidentaceae. Inga underarter finns listade i Catalogue of Life.